# アージェント (紋章学)

左半分が色彩による表現。右半分がペトラ・サンクタの手法による表現。

アージェント（英: 仏: 古仏: Argent）は、紋章学における銀色を表すティンクチャーであり、「金属色 (metals) 」と呼ばれる種類のティンクチャーに属する。なお、ティンクチャーとは紋章学における紋様の要素である原色・金属色・毛皮模様の総称である。アージェントは、極めて頻繁に白色としても描かれ、通常白で銀を置き換え可能であると見なされている。
古典的な白黒の印刷物や硬貨の刻印をはじめとする彫刻では色を表すことができないため、ペトラ・サンクタの方法 (System of Petra Sancta) と呼ばれる手法では、アージェントで着色された領域は、空白のままにされるか、さもなくば ar.、arg. 又は a. という省略形で示されることがある。
アージェントは、次のものを表現するとされる。
- 真珠（宝石）
- 月（天体）
- 銀（金属）

## 解説

### 語源
アージェントという名前は、銀の元素記号の「 Ag 」と同様にラテン語の銀又は白色の貨幣（銀貨）を意味する argentum に由来する。また、そのラテン語の単語はギリシア語の「Αργυρος （銀又は白い金属と訳される）」に由来する。この言葉は12世紀までに古フランス語に取り入れられ、中世フランスの紋章の中でラテン語の語源と同じ意味を持ち、そこから中英語に取り入れられた。

### 銀の酸化

エルサレム王国の紋章。金属色であるアージェントにオーアを重ねており、紋章学的には違反である。

歴史上のいくつかの紋章ではアージェントの表現において銀箔が用いられていたこともあり、アージェントを適用すべき盾の部分に貼り付けられていた。しかし、この銀箔を貼った部分は、時間とともに酸化して曇り、黒ずんでくる。その結果、元々はアージェントを意図していた領域であったのか、元から原色のセーブルを意図していた領域であったのかを識別することが困難になることがしばしばあった。このような状況では、アージェントは通常、原色の隣りの領域に適用されているので、銀箔が曇って黒くなることで原色の隣りに更に原色である黒があるように見えてしまい、ティンクチャーの原則に違反しているように見誤らせてしまう。紋章学では、戦場で個人を特定するという当初の目的から遠くからでも見分けられる視認性が重視されており、視認性を低下させる原色の隣りに原色又は金属色の隣りに金属色という配置は原則として禁じられている。

## 銀と白
白で銀を置き換えることができることは先に述べたとおりであるが、アーサー・チャールズ・フォックスデーヴィス (Arthur Charles Fox-Davies) は自身の著書『紋章学の芸術 紋章百科事典 (The Art of Heraldry: An Encyclopaedia of Armory) 』で、極めて稀に白が原色としてアージェントとは別に紋章学的に独立したティンクチャーとして存在したと主張した。
彼は、イギリス王室の個々人の紋章に違いをつけるのに用いられる「ホワイト・レイブル（右図の4つの紋章の上方にある3つ又は5つの垂れがある白い帯）」をこの論の根拠としている。しかし、これらは「ホワイト・レイブルというプロパー（自然色）」だと見なすことができると反論され、白がイギリスの紋章学におけるティンクチャーの1つであるという主張は否定された。なお、紋章学におけるレイブルとは、馬の胸の前にかけられる、鞍についている吊り飾りのついた帯を抽象化したものを示している。

サンティアゴ・ド・カセムの紋章

ポルトガルの紋章学では、白は銀とは異なるティンクチャーと考えられているようである。そのことはポルトガルのサンティアゴ・ド・カセム (Santiago do Cacém) 地方の紋章で明らかである。その紋章では、倒れているムーア人の衣服と騎士が乗る白馬の白色の部分は遠くに見える城の銀色とは別の色として描かれている。紋章学の原則に則れば、どちらも白にするか、どちらも銀色を示す灰色にすべきである。